# Samuel R. Honey
Samuel Robertson Honey (* 1842 in England; † 17. Februar 1927) war ein US-amerikanischer Politiker. In den Jahren 1887 und 1888 war er Vizegouverneur des Bundesstaates Rhode Island.

## Werdegang
Samuel Honey wurde in England geboren und wanderte später in die Vereinigten Staaten aus. Während des Bürgerkrieges diente er im Heer der Union. Nach einem Jurastudium und seiner Zulassung als Rechtsanwalt begann er in diesem Beruf zu arbeiten. Gleichzeitig schlug er als Mitglied der Demokratischen Partei eine politische Laufbahn ein.
1886 wurde Honey an der Seite von John W. Davis zum Vizegouverneur von Rhode Island gewählt. Dieses Amt bekleidete er zwischen 1887 und 1888. Dabei war er Stellvertreter des Gouverneurs und Vorsitzender des Staatssenats. Von 1888 bis 1896 gehörte er dem Democratic National Committee an. Zwischen 1891 und 1892 war er Bürgermeister von Newport. Anschließend saß er von 1893 bis 1894 als Abgeordneter im Repräsentantenhaus von Rhode Island. In den Jahren 1892 und 1904 nahm er als Delegierter an den  Democratic National Conventions teil. Außerdem war Samuel Honey Mitglied der Freimaurer. Er starb am 17. Februar 1927.